# Aino-Kaisa Saarinen
Aino-Kaisa Saarinen (Hollola, 1 de febrero de 1979) es una deportista finlandesa que compite en esquí de fondo. 
Participó en cuatro Juegos Olímpicos de Invierno, entre los años 2006 y 2018, obteniendo en total cinco medallas: bronce en Turín 2006, en la prueba de velocidad por equipo (juno con Virpi Kuitunen), dos bronces en Vancouver 2010, en los 30 km y el relevo (con Pirjo Muranen, Virpi Kuitunen y Riitta-Liisa Roponen), y dos platas en Sochi 2014, en velocidad por equipo (con Kerttu Niskanen) y el relevo (con Anne Kyllönen, Kerttu Niskanen y Krista Lähteenmäki).
Ganó diez medallas en el Campeonato Mundial de Esquí Nórdico entre los años 2007 y 2017.

## Palmarés internacional
| Juegos Olímpicos   | Juegos Olímpicos          | Juegos Olímpicos  | Juegos Olímpicos     |
| Año                | Lugar                     | Medalla           | Prueba               |
| ------------------ | ------------------------- | ----------------- | -------------------- |
| 2006               | Turín (Italia)            | Medalla de bronce | Velocidad por equipo |
| 2010               | Vancouver (Canadá)        | Medalla de bronce | 30 km                |
| 2010               | Vancouver (Canadá)        | Medalla de bronce | Relevo 4 × 5 km      |
| 2014               | Sochi (Rusia)             | Medalla de plata  | Velocidad por equipo |
| 2014               | Sochi (Rusia)             | Medalla de plata  | Relevo 4 × 5 km      |
| Campeonato Mundial |                           |                   |                      |
| Año                | Lugar                     | Medalla           | Prueba               |
| 2007               | Sapporo (Japón)           | Medalla de oro    | Relevo 4 × 5 km      |
| 2009               | Liberec (República Checa) | Medalla de oro    | Velocidad por equipo |
| 2009               | Liberec (República Checa) | Medalla de oro    | 10 km                |
| 2009               | Liberec (República Checa) | Medalla de oro    | Relevo 4 × 5 km      |
| 2009               | Liberec (República Checa) | Medalla de bronce | 15 km                |
| 2011               | Oslo (Noruega)            | Medalla de plata  | Velocidad por equipo |
| 2011               | Oslo (Noruega)            | Medalla de bronce | 10 km                |
| 2011               | Oslo (Noruega)            | Medalla de bronce | Relevo 4 × 5 km      |
| 2015               | Falun (Suecia)            | Medalla de bronce | Relevo 4 × 5 km      |
| 2017               | Lahti (Finlandia)         | Medalla de bronce | Relevo 4 × 5 km      |